# Monte S. Silvestro, Monte Ercole e Gessi di Sapigno, Maiano e Ugrigno
Monte S. Silvestro, Monte Ercole e Gessi di Sapigno, Maiano e Ugrigno este o arie protejată (arie specială de conservare — SAC, sit de importanță comunitară — SCI) din Italia întinsă pe o suprafață de 2.172 ha, integral pe uscat.

## Localizare
Centrul sitului Monte S. Silvestro, Monte Ercole e Gessi di Sapigno, Maiano e Ugrigno este situat la coordonatele 43°51′24″N 12°15′02″E / 43.856667°N 12.250556°E.

## Înființare
Situl Monte S. Silvestro, Monte Ercole e Gessi di Sapigno, Maiano e Ugrigno a fost declarat sit de importanță comunitară în octombrie 2010 pentru a proteja 1 specie de plante și 15 specii de animale. Situl a fost protejat și ca arie specială de conservare în martie 2019.

## Biodiversitate
Situată în ecoregiunea continentală, aria protejată conține 17 habitate naturale: Păduri ilirice de stejar și carpen (Erythronio-Carpinion), Pajiști uscate seminaturale și facies de acoperire cu tufișuri pe substraturi calcaroase (Festuco-Brometalia) (* situri importante pentru orhidee), Pajiști cu Molinia pe soluri calcaroase, turboase sau argilos-nămoloase (Molinion caeruleae), Formațiuni de Juniperus communis pe lande sau pajiști calcaroase, Galerii de Salix alba și de Populus alba, Pseudostepă cu ierburi și specii anuale de Thero-Brachypodietea, Pajiști carstice calcaroase sau bazofile, de Alysso-Sedion albi, Peșteri inaccesibile publicului, Pajiști uscate europene, Ape puternic oligomezotrofe cu vegetație bentonică cu Chara spp., Râuri cu maluri nămoloase cu vegetație de Chenopodion rubri p.p. și Bidention p.p., Râuri de munte și vegetația lor lemnoasă cu Salix elaeagnos, Păduri aluvionare cu Alnus glutinosa și Fraxinus excelsior (Alno-Padion, Alnion incanae, Salicion albae), Păduri de stejar alb estice, Păduri de Castanea sativa, Pante stâncoase calcaroase cu vegetație casmofită, Liziere de ierburi înalte hidrofile de câmpie și de nivel montan până la alpin.
La baza desemnării sitului se află mai multe specii protejate:
- plante (1): Himantoglossum adriaticum
- păsări (7): ciocârlie-de-câmp (Alauda arvensis), șorecarul comun (Buteo buteo), caprimulg (Caprimulgus europaeus), vânturel roșu (Falco tinnunculus), sfrâncioc roșiatic (Lanius collurio), ciuf-pitic (Otus scops), pițigoi-pungar (Remiz pendulinus)
- amfibieni (1): Triturus carnifex
- mamifere (3): liliac cu aripi lungi (Miniopterus schreibersii), liliacul mare cu potcoavă (Rhinolophus ferrumequinum), liliacul mic cu potcoavă (Rhinolophus hipposideros)
- nevertebrate (2): croitorul mare al stejarului (Cerambyx cerdo), rădașcă (Lucanus cervus)
- pești (2): Barbus plebejus, Protochondrostoma genei

Pe lângă speciile protejate, pe teritoriul sitului au mai fost identificate 11 specii de plante, 5 specii de amfibieni, 8 specii de mamifere, 4 specii de nevertebrate, 7 specii de reptile.